# 花咲風力発電所
花咲風力発電所（はなさきふうりょくはつでんしょ）は、北海道根室市花咲港にある風力発電所。同港のランドマークにもなっている。

## 概要
CEFが運営。同社で最初の発電所。2001年11月12日竣工し、2009年現在も稼働を続けている。ドイツTacke社（現GE社）製TW1.5S型風力発電機（最大出力1,500KW）1機。発電した電力は、北海道電力に売電を行っている。